# 26ª edizione della LG Cup
La 26ª edizione della LG Cup è una competizione di Go internazionale che si è disputata tra il maggio 2021 e il febbraio 2022.

## Partecipanti
| Cina | Corea del Sud | Giappone                                             | Taiwan           |
| --- | --- | ---------------------------------------------------- | ---------------- |
| 1. Ke Jie 9d 2. Yang Dingxin 9d 3. Mi Yuting 9d 4. Tan Xiao 9d 5. Xie Erhao 9d 6. Xie Ke 9d 7. Tao Xinran 9d | 1. Shin Min-jun 9d 2. Park Jung-hwan 9d 3. Shin Jin-seo 9d 4. Kim Ji-seok 9d 5. Byun Sang-il 9d 6. Heo Yeon-gho 9d 7. Hong Sung-ji 9d 8. Park Jin-sol 9d 9. Kang Dong-yun 9d 10. Lee Dong-hoon 9d 11. Won Sung-jin 9d 12. Kim Myeong-hoon 8d 13. Lee Chang-seok 7d | 1. Ichiriki Ryo 9d 2. Kyo Kagen 9d 3. Ida Atsushi 8d | 1. Chen Qirui 6d |
| Nota: Shin Min-jun 9d e Ke Jie 9d sono qualificati come vincitore e finalista dell'edizione precedente       | |                                                      |                  |

## Torneo

### Tabellone
|  | Primo turno        | Primo turno |  |  | Secondo turno      | Secondo turno |                 |                 | Quarti di finale | Quarti di finale |  |  | Semifinale | Semifinale |  |  | Finale | Finale |
|  |                    |             |  |  |                    |               |                 |                 |                  |                  |  |  |            |            |  |  |        |        |
|  | Lee Chang-seok 7d  |             |  |  |                    |               |                 |                 |                  |                  |  |  |            |            |  |  |        |        |
|  | Mi Yuting 9d       | N+R         |  |  | Mi Yuting 9d       | N+R           |                 |                 |                  |                  |  |  |            |            |  |  |        |        |
|  |                    |             |  |  | Lee Dong-hoon 9d   |               |                 |                 |                  |                  |  |  |            |            |  |  |        |        |
|  |                    |             |  |  |                    |               |                 | Mi Yuting 9d    | B+R              |                  |  |  |            |            |  |  |        |        |
|  | Kim Myeong-hoon 8d | N+R         |  |  | Byun Sang-il 9d    |               |                 |                 |                  |                  |  |  |            |            |  |  |        |        |
|  | Xie Ke 9d          |             |  |  | Kim Myeong-hoon 8d |               |                 |                 |                  |                  |  |  |            |            |  |  |        |        |
|  |                    |             |  |  | Byun Sang-il 9d    | B+4,5         |                 |                 |                  |                  |  |  |            |            |  |  |        |        |
|  |                    |             |  |  |                    |               |                 | Mi Yuting 9d    |                  |                  |  |  |            |            |  |  |        |        |
|  | Kang Dong-yun 9d   | N+R         |  |  | Yang Dingxin 9d    | B+R           |                 |                 |                  |                  |  |  |            |            |  |  |        |        |
|  | Xie Erhao 9d       |             |  |  | Kang Dong-yun 9d   |               |                 |                 |                  |                  |  |  |            |            |  |  |        |        |
|  |                    |             |  |  | Shin Min-jun 9d    | N+R           |                 |                 |                  |                  |  |  |            |            |  |  |        |        |
|  |                    |             |  |  |                    |               | Shin Min-jun 9d |                 |                  |                  |  |  |            |            |  |  |        |        |
|  | Kim Ji-seok 9d     |             |  |  | Yang Dingxin 9d    | B+R           |                 |                 |                  |                  |  |  |            |            |  |  |        |        |
|  | Ida Atsushi 8d     | B+R         |  |  | Kim Ji-seok 9d     |               |                 |                 |                  |                  |  |  |            |            |  |  |        |        |
|  |                    |             |  |  | Yang Dingxin 9d    | B+R           |                 |                 |                  |                  |  |  |            |            |  |  |        |        |
|  |                    |             |  |  |                    |               |                 | Yang Dingxin 9d | 0                |                  |  |  |            |            |  |  |        |        |
|  | Won Sung-jin 9d    | N+R         |  |  | Shin Jin-seo 9d    | 2             |                 |                 |                  |                  |  |  |            |            |  |  |        |        |
|  | Kyo Kagen 9d       |             |  |  | Won Sung-jin 9d    |               |                 |                 |                  |                  |  |  |            |            |  |  |        |        |
|  |                    |             |  |  | Ke Jie 9d          | B+0,5         |                 |                 |                  |                  |  |  |            |            |  |  |        |        |
|  |                    |             |  |  |                    |               | Ke Jie 9d       | B+R             |                  |                  |  |  |            |            |  |  |        |        |
|  | Park Jin-sol 9d    | N+R         |  |  | Park Jung-hwan 9d  |               |                 |                 |                  |                  |  |  |            |            |  |  |        |        |
|  | Tan Xiao 9d        |             |  |  | Tan Xiao 9d        |               |                 |                 |                  |                  |  |  |            |            |  |  |        |        |
|  |                    |             |  |  | Park Jung-hwan 9d  | B+1,5         |                 |                 |                  |                  |  |  |            |            |  |  |        |        |
|  |                    |             |  |  |                    |               | Ke Jie 9d       |                 |                  |                  |  |  |            |            |  |  |        |        |
|  | Hong Sung-ji 9d    |             |  |  | Shin Jin-seo 9d    | B+3,5         |                 |                 |                  |                  |  |  |            |            |  |  |        |        |
|  | Chen Qirui 6d      | B+1,5       |  |  | Chen Qirui 6d      |               |                 |                 |                  |                  |  |  |            |            |  |  |        |        |
|  |                    |             |  |  | Ichiriki Ryo 9d    | B+R           |                 |                 |                  |                  |  |  |            |            |  |  |        |        |
|  |                    |             |  |  |                    |               | Ichiriki Ryo 9d |                 |                  |                  |  |  |            |            |  |  |        |        |
|  | Heo Yeong-ho 9d    |             |  |  | Shin Jin-seo 9d    | B+3,5         |                 |                 |                  |                  |  |  |            |            |  |  |        |        |
|  | Tao Xinran 9d      | B+R         |  |  | Tao Xinran 9d      |               |                 |                 |                  |                  |  |  |            |            |  |  |        |        |
|  |                    |             |  |  | Shin Jin-seo 9d    | B+3,5         |                 |                 |                  |                  |  |  |            |            |  |  |        |        |
|  |                    |             |  |  |                    |               |                 |                 |                  |                  |  |  |            |            |  |  |        |        |

### Finale
| Giocatore       | 1 7 febbraio 2022 | 2 9 febbraio 2022 | 3 10 febbraio 2022 | T |
| --------------- | ----------------- | ----------------- | ------------------ | - |
| Yang Dingxin 9d |                   |                   |                    | 0 |
| Shin Jin-seo 9d | B+R               | N+R               |                    | 2 |